# 3700 Геовилијамс
3700 Геовилијамс (енгл. 3700 Geowilliams) је астероид главног астероидног појаса са средњом удаљеношћу од Сунца која износи 2,414 астрономских јединица (АЈ).
Апсолутна магнитуда астероида је 12,5.